# Risate di gioia
Risate di gioia é um filme italiano de 1960 dirigido por Mario Monicelli. O filme baseia-se em dois contos de Alberto Moravia,  Risate di Gioia e Ladri in chiesa
Estreou em Portugal a 17 de Julho de 1962.

## Sinopse
Na passagem de ano, Gioia Pennicotti (Anna Magnani), conhecida no mundo do cinema como Tortorella, encontra casualmente ao seu velho amigo Umberto Pennazzuto (Totò), conhecido como «Infortunio» e o amigo deste, Lello (Ben Gazzara), que têm intenções de dar um bom golpe nessa noite. Pensando que Lello está interessado nela, Tortorella acompanha os dois nas suas buscas de uma boa ocasião e acaba presa como cúmplice de Lello. Oito meses depois, quando sai da cadeia, encontra o seu amigo Umberto à sua espera e, sem dinheiro, seguem a pé até Roma. 

## Ligações Externas
- Antonio de Curtis:Risate di gioia